# 根西 (加利福尼亞州)
根西（英語：Guernsey）是位於美國加利福尼亞州金斯縣的一個非建制地區。該地的面積和人口皆未知。

## 地理
根西的座標為36°12′47″N 119°38′27″W / 36.21306°N 119.64083°W，而該地的平均海拔高度為68米（即223英尺）。